# マキシミリアーノ・モラレス
マキシミリアーノ・モラレス（Maximiliano Moralez, 1987年2月27日 - ）は、アルゼンチン・サンタフェ州グラナデロ・バイゴリア出身のサッカー選手。メジャーリーグサッカーのニューヨーク・シティFC所属。ポジションは攻撃的ミッドフィールダー。

## 経歴
ラシン・クラブのユースチームでキャリアをスタートさせ、2005年にトップチームへ昇格。CAコロン戦でデビューを果たした。2007年にロシアのFCモスクワへ移籍したが、初の欧州挑戦は失敗に終わり半年でラシンへ復帰した。2009年、CAベレス・サルスフィエルドへ移籍。ベレスでは2009年、2011年と2度のクラウスーラ（後期リーグ）優勝に貢献した。
2011年7月27日、イタリアのアタランタBCへ移籍。同時期に加入した同胞のヘルマン・デニスと共にアタランタの攻撃を牽引した。
2015年12月24日、メキシコ・リーガMXのクラブ・レオンへ移籍することが発表された。

## 代表歴
2007年、U-20アルゼンチン代表として南米ユース選手権に出場した。FIFA U-20ワールドカップでは、セルヒオ・アグエロやマウロ・サラテらとともに攻撃陣を牽引しチームを優勝に導いた。2011年3月、ベネズエラ代表戦でA代表デビューを果たした。

## タイトル

### クラブ
ベレス
- プリメーラ・ディビシオン : 2008-09C, 2010-11C

### 代表
U-20アルゼンチン代表
- FIFA U-20ワールドカップ : 2007

### 個人
- FIFA U-20ワールドカップ シルバーボール : 2007
- FIFA U-20ワールドカップ ブロンズシューズ : 2007